# Carlos Morén
Åke Miguel Carlos Morén, född 1960 i Gällivare, är en svensk filmare och kulturentreprenör.

## Biografi
Morén avlade filosofie kandidatexamen i filmvetenskap 1991 vid Stockholms universitet och avslutade 1992 en filmfotografutbildning vid fotohögskolan i Göteborg.
Sedan 1998 är han VD för filmbolaget Art Box, som arbetar med film- och tv-produktion inom kultur, information, reklam och utbildning. Han blev 2003 uppmärksammad för att vara tidigt ute med att tillämpa tekniken att direktsända tv via internet.
Med start 2015 har Morén varit initiativtagare till och festivalgeneral för Västerås filmfestival. Syftet med festivalen är att "stärka intresset för kvalitetsfilm och produktion av regional, nationell samt internationell film". Festivalen anordnades 2022 för sjunde gången och har fått publik och filmare från både Sverige och utlandet.

## Filmografi
Källa: 

### Kortfilmer (urval)
- 1986 – Joschua
- 1990 – Dynamitbältet
- 2015 – Catwoman
- 2015 – Yatzy